# Lestards
Lestards est une commune française située dans le département de la Corrèze en région Nouvelle-Aquitaine.

## Géographie

### Communes limitrophes
Les communes limitrophes sont  Gourdon-Murat, Pradines, Saint-Hilaire-les-Courbes, Treignac, Veix et Viam.

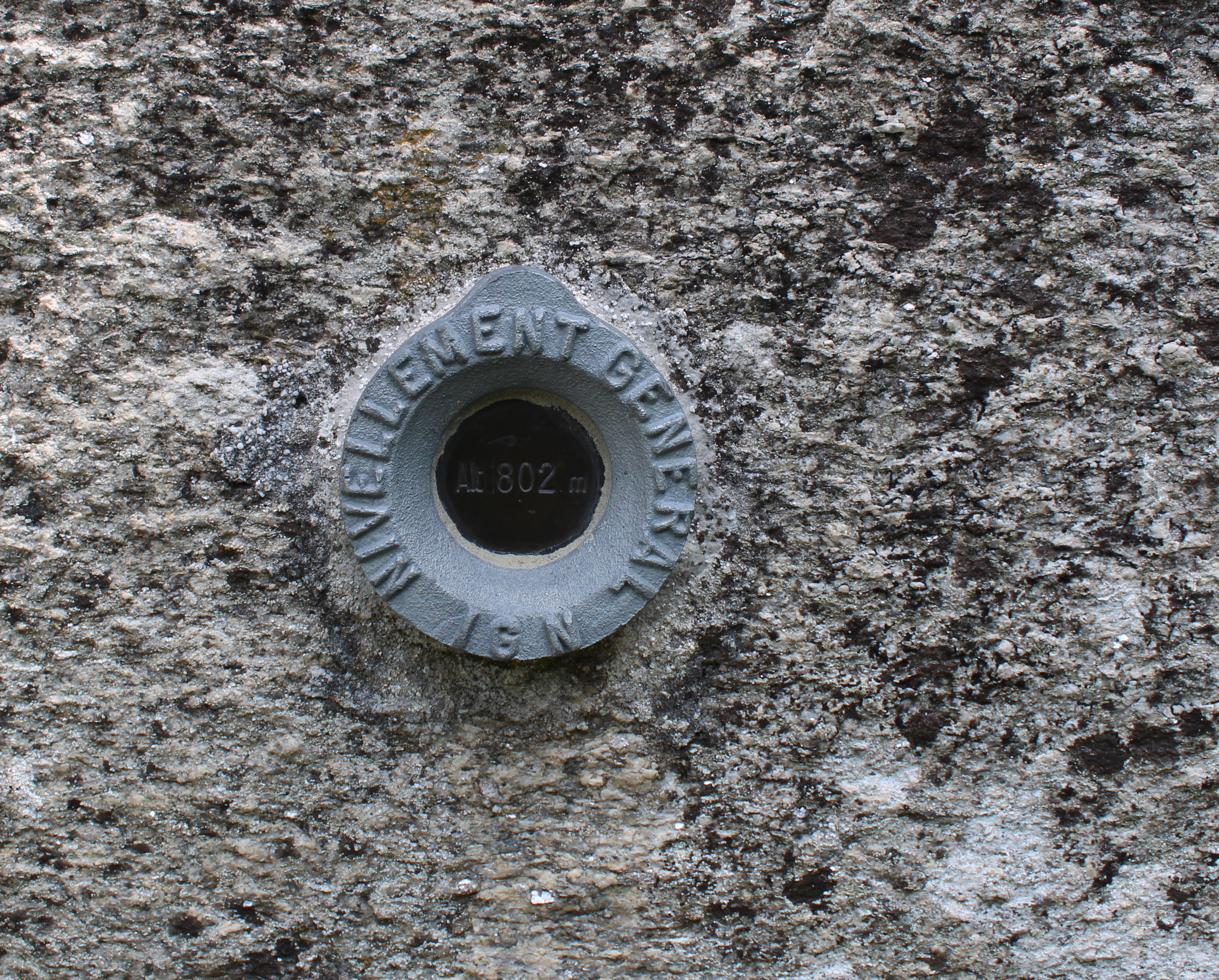
Repère de nivellement sur l'église - Altitude 802 m.

Commune du Massif central située sur le plateau de Millevaches dans les Monédières et dans le parc naturel régional de Millevaches en Limousin. Elle arrosée par le ruisseau d'Alembre, un petit affluent de la Vézère. Le bourg est situé à 803 m d'altitude et son célèbre col de Lestards se situe à 856 m d'altitude

### Climat
Pour des articles plus généraux, voir Climat de la Nouvelle-Aquitaine et Climat de la Corrèze.
Historiquement, la commune est exposée à un climat montagnard.  
En 2020, Météo-France publie une typologie des climats de la France métropolitaine dans laquelle la commune est exposée à un climat de montagne et est dans la région climatique  Ouest et nord-ouest du Massif Central, caractérisée par une pluviométrie annuelle de 900 à 1 500 mm, maximale en automne et en hiver.
Pour la période 1971-2000, la température annuelle moyenne est de 9 °C, avec  une amplitude thermique annuelle de 14,3 °C. Le cumul annuel moyen de précipitations est de 1 519 mm, avec 14,8 jours de précipitations en janvier et 9,1 jours en juillet. Pour la période 1991-2020, la température moyenne annuelle observée sur la station météorologique la plus proche, située sur la commune d'Égletons à 18 km à vol d'oiseau, est de 10,6 °C et le cumul annuel moyen de précipitations est de 1 428,5 mm,. Pour l'avenir, les paramètres climatiques de la commune estimés pour 2050 selon différents scénarios d’émission de gaz à effet de serre sont consultables sur un site dédié publié par Météo-France en novembre 2022.

## Urbanisme

### Typologie
Au 1er janvier 2024, Lestards est catégorisée commune rurale à habitat très dispersé, selon la nouvelle grille communale de densité à 7 niveaux définie par l'Insee en 2022.
Elle est située hors unité urbaine et hors attraction des villes,.

### Occupation des sols
L'occupation des sols de la commune, telle qu'elle ressort de la base de données européenne d’occupation biophysique des sols Corine Land Cover (CLC), est marquée par l'importance des forêts et milieux semi-naturels (57 % en 2018), en diminution par rapport à 1990 (64,4 %). La répartition détaillée en 2018 est la suivante : 
forêts (46,6 %), prairies (35,2 %), milieux à végétation arbustive et/ou herbacée (10,3 %), zones agricoles hétérogènes (7,8 %).
L'évolution de l’occupation des sols de la commune et de ses infrastructures peut être observée sur les différentes représentations cartographiques du territoire : la carte de Cassini (XVIIIe siècle), la carte d'état-major (1820-1866) et les cartes ou photos aériennes de l'IGN pour la période actuelle (1950 à aujourd'hui).

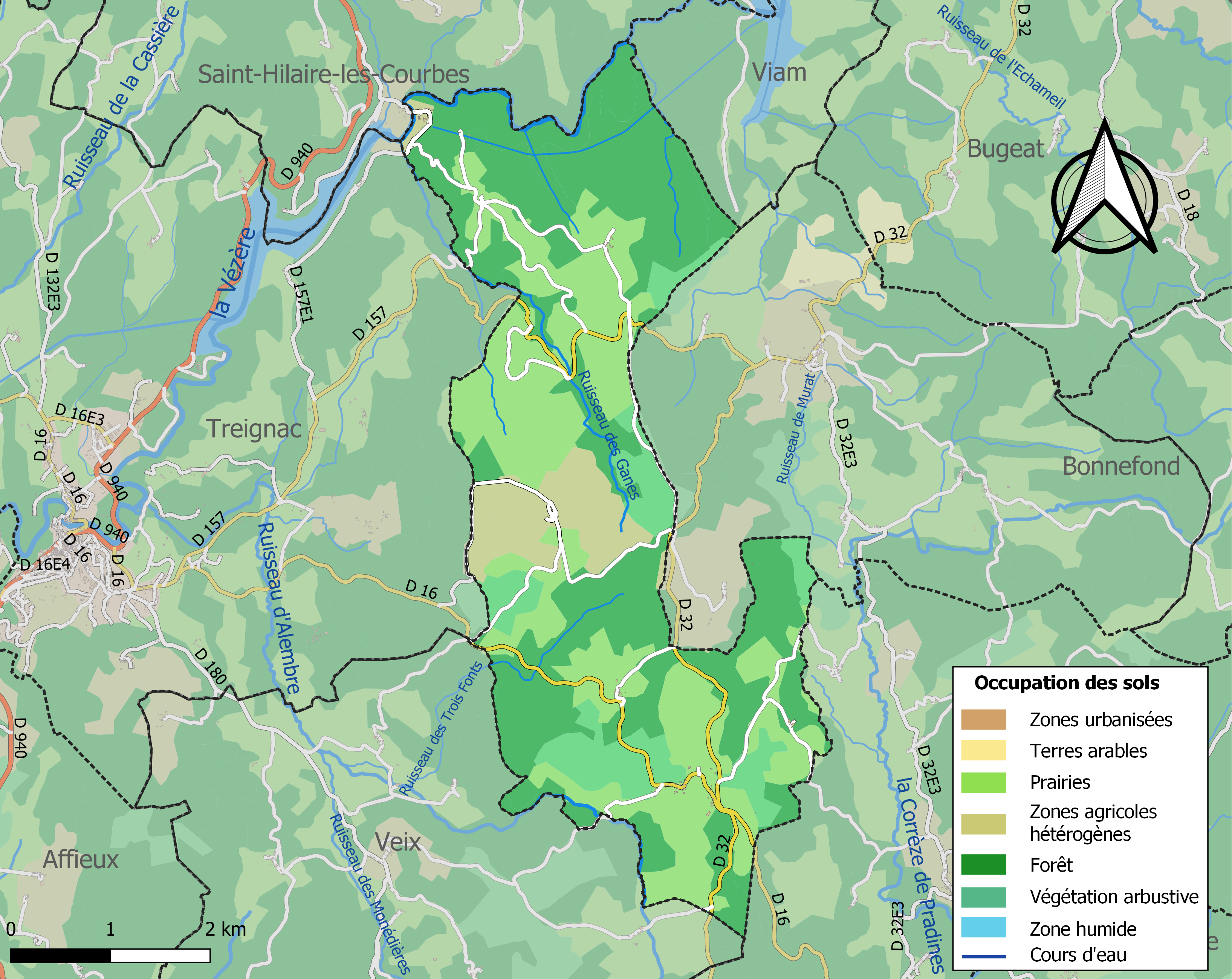
Carte des infrastructures et de l'occupation des sols de la commune en 2018 (CLC).

### Risques majeurs
Le territoire de la commune de Lestards est vulnérable à différents aléas naturels : météorologiques (tempête, orage, neige, grand froid, canicule ou sécheresse), feux de forêts et séisme (sismicité très faible). Il est également exposé à un risque technologique, la rupture d'un barrage, et à un risque particulier : le risque de radon. Un site publié par le BRGM permet d'évaluer simplement et rapidement les risques d'un bien localisé soit par son adresse soit par le numéro de sa parcelle.

#### Risques naturels

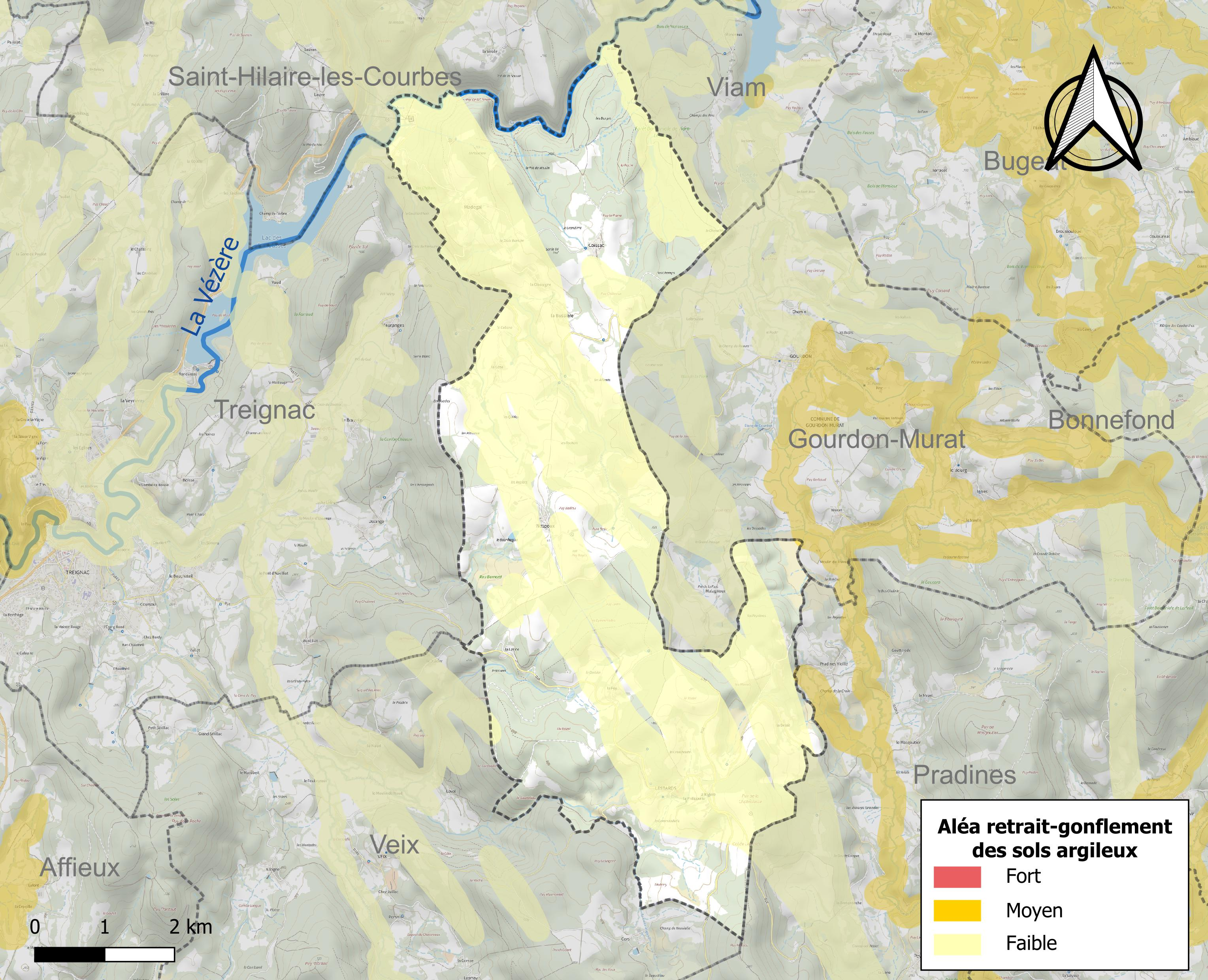
Carte des zones d'aléa retrait-gonflement des sols argileux de Lestards.

Le retrait-gonflement des sols argileux est susceptible d'engendrer des dommages importants aux bâtiments en cas d’alternance de périodes de sécheresse et de pluie. Aucune partie du territoire de la commune n'est en aléa moyen ou fort (26,8 % au niveau départemental et 48,5 % au niveau national). Sur les 66 bâtiments dénombrés sur la commune en 2019,  aucun n'est en aléa moyen ou fort, à comparer aux 36 % au niveau départemental et 54 % au niveau national. Une cartographie de l'exposition du territoire national au retrait gonflement des sols argileux est disponible sur le site du BRGM,.
Concernant les feux de forêt, aucun plan de prévention des risques incendie de forêt (PPRIF) n’a été établi en Corrèze, néanmoins le code de l’urbanisme impose la prise en compte des risques dans les documents d’urbanisme. Le périmètre des servitudes d'utilité publique et des zones d'obligation légale de débroussaillement pour les particuliers est quant à lui défini pour la commune dans une carte dédiée. 
La commune a été reconnue en état de catastrophe naturelle au titre des dommages causés par les inondations et coulées de boue survenues en 1982 et 1999. Concernant les mouvements de terrains, la commune a été reconnue en état de catastrophe naturelle au titre des dommages causés par des mouvements de terrain en 1999.

#### Risques technologiques
La commune est en outre située en aval du barrage de Monceaux la Virolle, un ouvrage de classe A situé en Corrèze et disposant d'une retenue de 20,5 millions de mètres cubes. À ce titre elle est susceptible d’être touchée par l’onde de submersion consécutive à la rupture de cet ouvrage.

#### Risque particulier
Dans plusieurs parties du territoire national, le radon, accumulé dans certains logements ou autres locaux, peut constituer une source significative d’exposition de la population aux rayonnements ionisants. Certaines communes du département sont concernées par le risque radon à un niveau plus ou moins élevé. Selon la classification de 2018, la commune de Lestards est classée en zone 3, à savoir zone à potentiel radon significatif. 

## Politique et administration

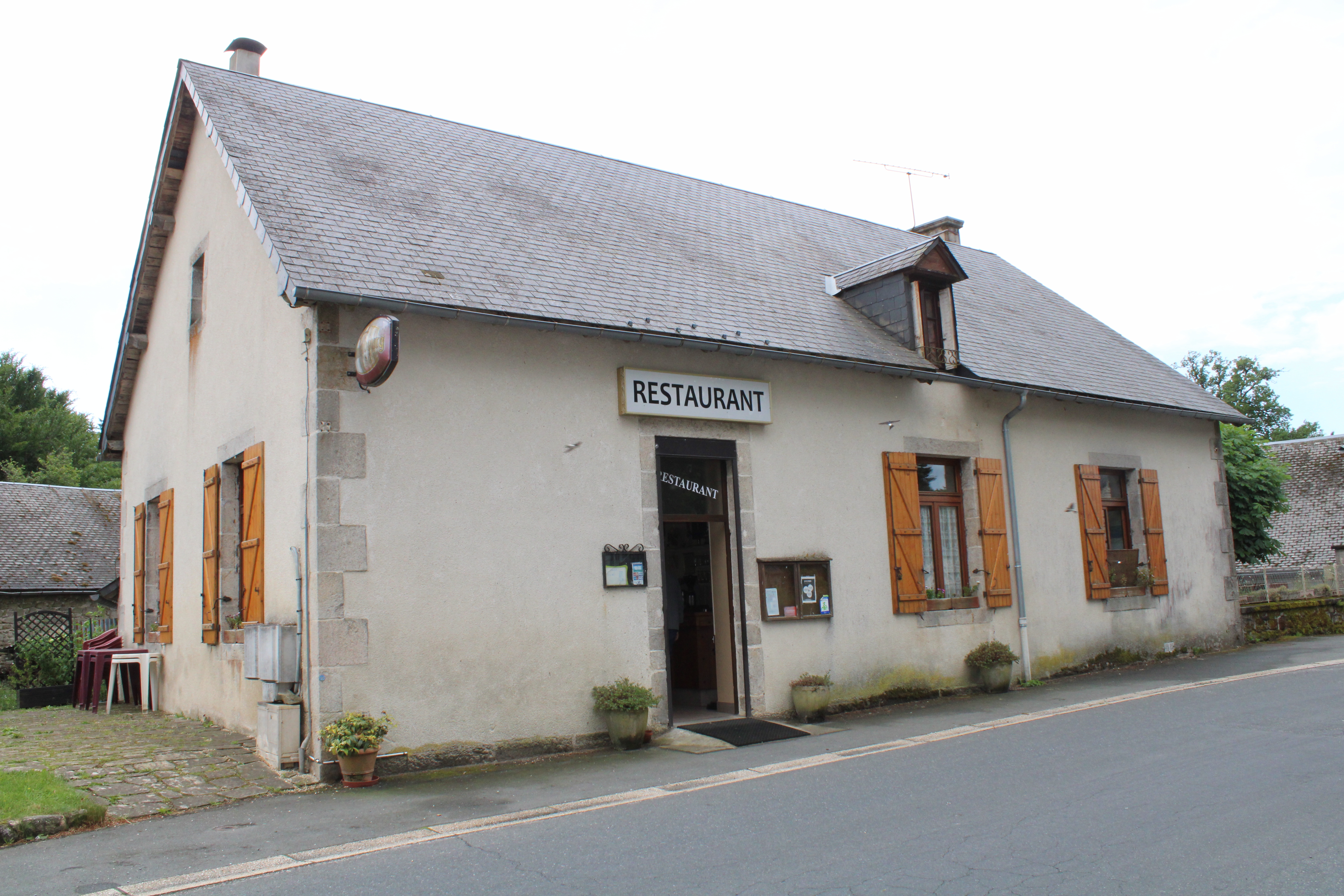
Le restaurant communal Chez Monique.

## Démographie
| 1793 | 1800 | 1806 | 1821 | 1831 | 1836 | 1841 | 1846 | 1851 |
| ---- | ---- | ---- | ---- | ---- | ---- | ---- | ---- | ---- |
| 305  | 320  | 288  | 304  | 342  | 353  | 393  | 374  | 420  |

| 1856 | 1861 | 1866 | 1872 | 1876 | 1881 | 1886 | 1891 | 1896 |
| ---- | ---- | ---- | ---- | ---- | ---- | ---- | ---- | ---- |
| 413  | 432  | 442  | 431  | 375  | 396  | 375  | 396  | 358  |

| 1901 | 1906 | 1911 | 1921 | 1926 | 1931 | 1936 | 1946 | 1954 |
| ---- | ---- | ---- | ---- | ---- | ---- | ---- | ---- | ---- |
| 360  | 348  | 313  | 215  | 228  | 193  | 204  | 192  | 155  |

| 1962 | 1968 | 1975 | 1982 | 1990 | 1999 | 2006 | 2007 | 2012 |
| ---- | ---- | ---- | ---- | ---- | ---- | ---- | ---- | ---- |
| 155  | 139  | 116  | 92   | 106  | 101  | 109  | 110  | 104  |

| 2017 | 2022 | - | - | - | - | - | - | - |
| ---- | ---- | - | - | - | - | - | - | - |
| 106  | 115  | - | - | - | - | - | - | - |

## Histoire
Dans le Pouillé de 1315, la paroisse de Lestards est citée dans la liste de l'archiprêtré de La Porcherie, entre la paroisse de Veix et celle de Pradines.

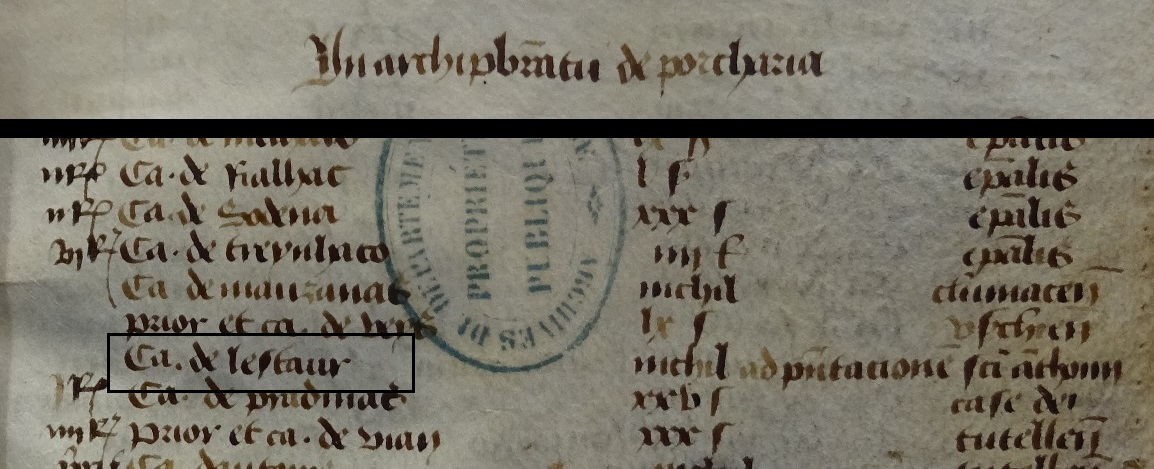
Extrait du pouillé de 1315. Ancien diocèse de Limoges (Source : archi .dépt. 23).

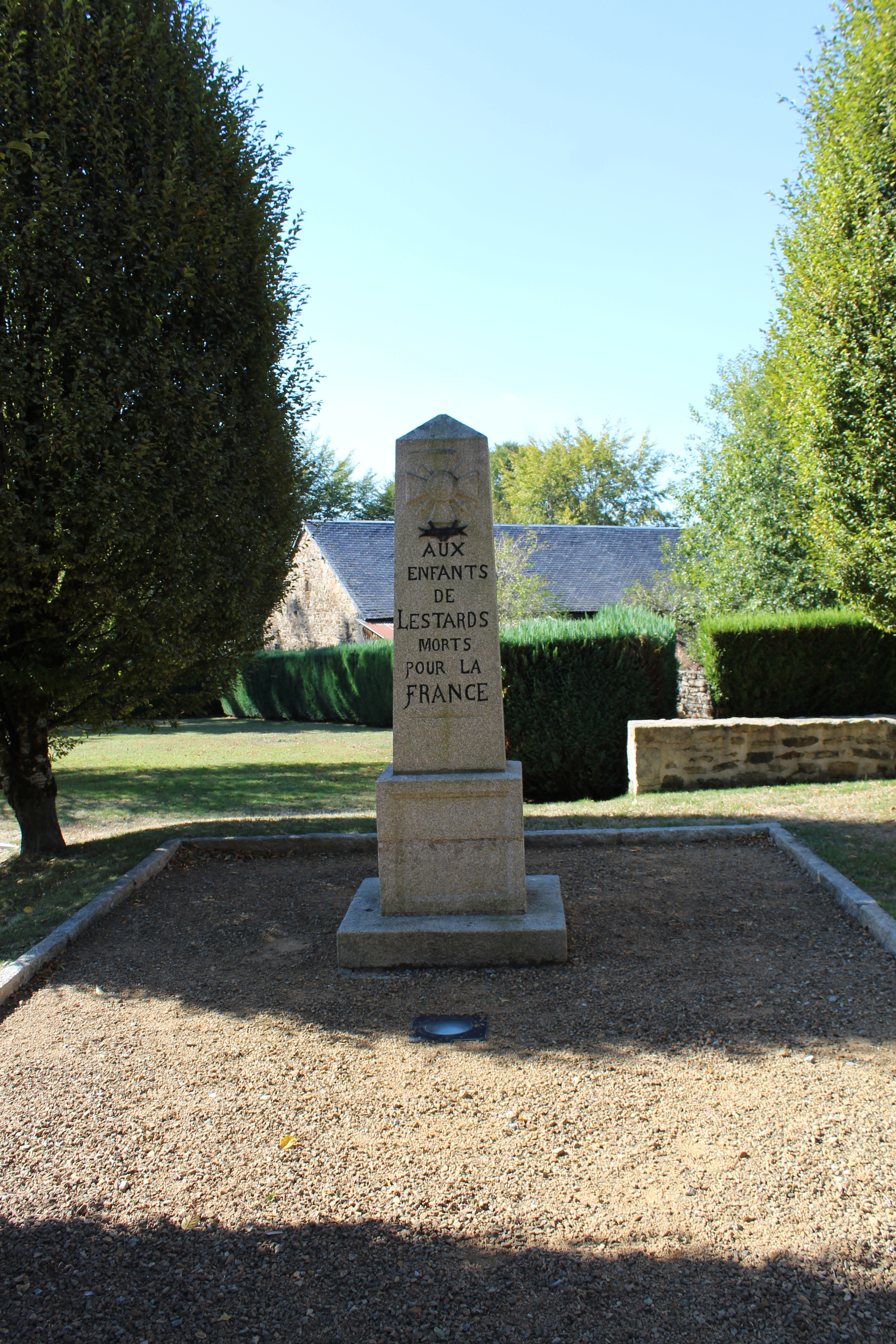
Le monument aux morts.

En 1742, apparaît sur une carte du diocèse, le site Notre Dame de la Bussière. Cette chapelle, comptée également dans l'archiprêtré de La Porcherie, est rattachée à l'évêque de Limoges.
En 1770, les archives indiquent que messire François Dulcem, marquis de Boisse, vicomte de Treignac, s'oppose à maître Jean de Gains, prêtre et vicaire perpétuel de la paroisse de Lestards, pour la vente du fief et de la commanderie.
En 1808, sur une liste des paroisses de Corrèze, Lestards est considérée comme une commune réunie à Murat.
A la fin du XIXe, à l'occasion du développement des écoles primaires en milieu rural, l'étendue de la commune de Lestards devient un sujet de préoccupation important et l'enjeu de débats  entre les habitants du sud de la commune, qui avaient la légitimité du chef-lieu, et ceux du Nord, autour des villages de La Bussière et Coissac, dont les effectifs de population l'emportaient sur ceux du chef-lieu.

### L'ordre hospitalier de Saint-Antoine et les Hospitaliers
Vers 1300, une commanderie de l'ordre de Saint-Antoine-de-Viennois est installée à Lestards.
Par l'arrêt de 1766, le roi Louis XV réunit la commission des réguliers dont les travaux ont été fortement influencés par l'archevêque de Toulouse, Étienne-Charles de Loménie de Brienne, et futur ministre de Louis XVI. Cette commission condamne par l'édit de 1766 les ordres dont le nombre de religieux par maison n'excédait pas vingt personnes. L'abbaye de Saint-Antoine et les commanderies durent céder leurs biens à l'ordre de Saint-Jean de Jérusalem.

## Lieux et monuments

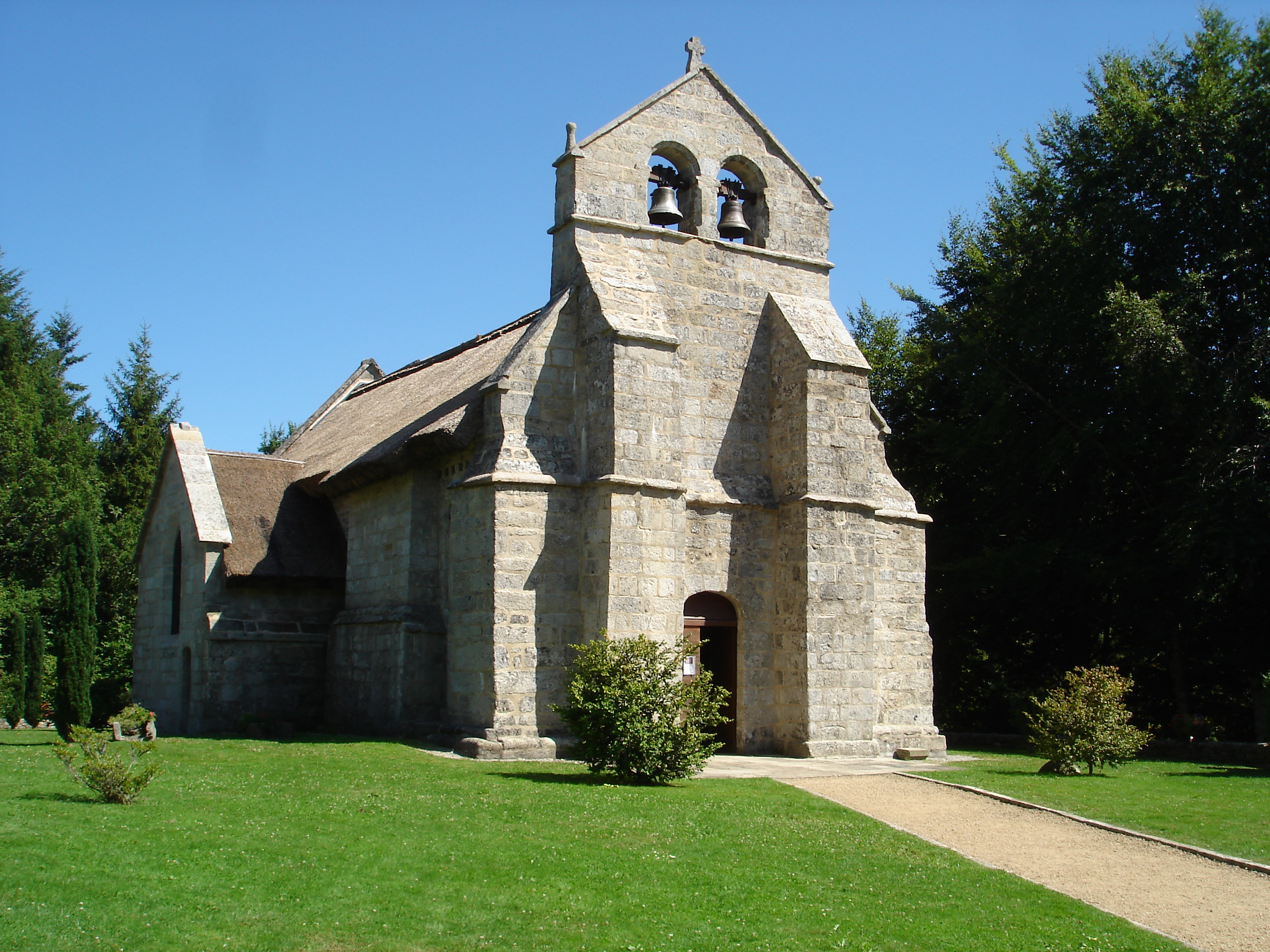
Église Saint-Martial.

- Église Saint-Martial, construite vers la fin du XIIe siècle ou le début du XIIIe siècle et modifiée au XVIe siècle, inscrite sur l'inventaire supplémentaire des Monuments historiques le 10 mars 1998 et classée Monument historique le 9 avril 2002[27]. C'est aujourd'hui la seule église de France et peut être d'Europe à être couverte en chaume (paille de seigle). D'ailleurs, elle a été mise à l'honneur en juin 2015 grâce à l'émission d'un timbre philatélique national et d'une médaille souvenir frappée par la monnaie de Paris.

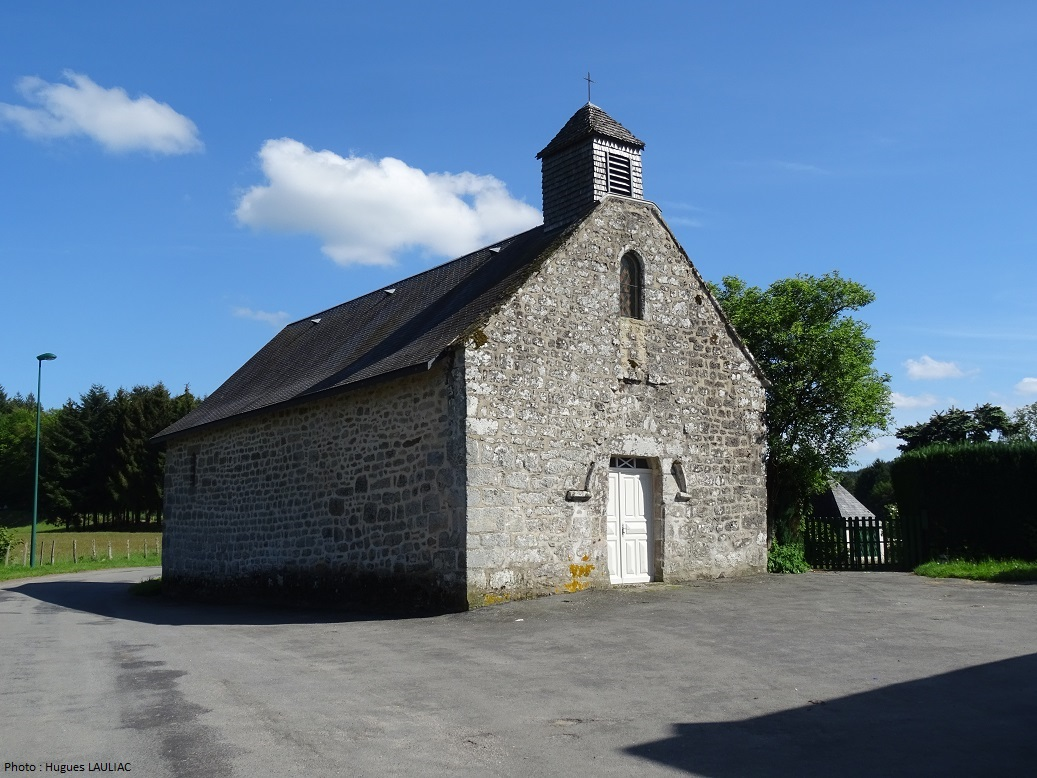
Chapelle N.-D. de la Bussière, Lestards.

### Patrimoine campanaire
La commune est membre de l'Association Campanaire Limousine (voir : www.clocheslimousines.fr).
Elle dispose de cloches dans les bâtiments suivants :
- Église Saint Martial (nombre : 2)
- Chapelle Notre-Dame-de la Bussière  (nombre : 1)

## Héraldique
|  | Les armoiries de Lestards se blasonnent ainsi : Écartelé : aux 1er et 4e d'argent à l'arbre arraché de sinople, fûté de sable, fruité de gueules et surmonté de trois étoiles du même rangées en chef, aux 2e et 3e d'azur à la tour d'argent maçonnée et ajourée de sable. |